# Kamna Club

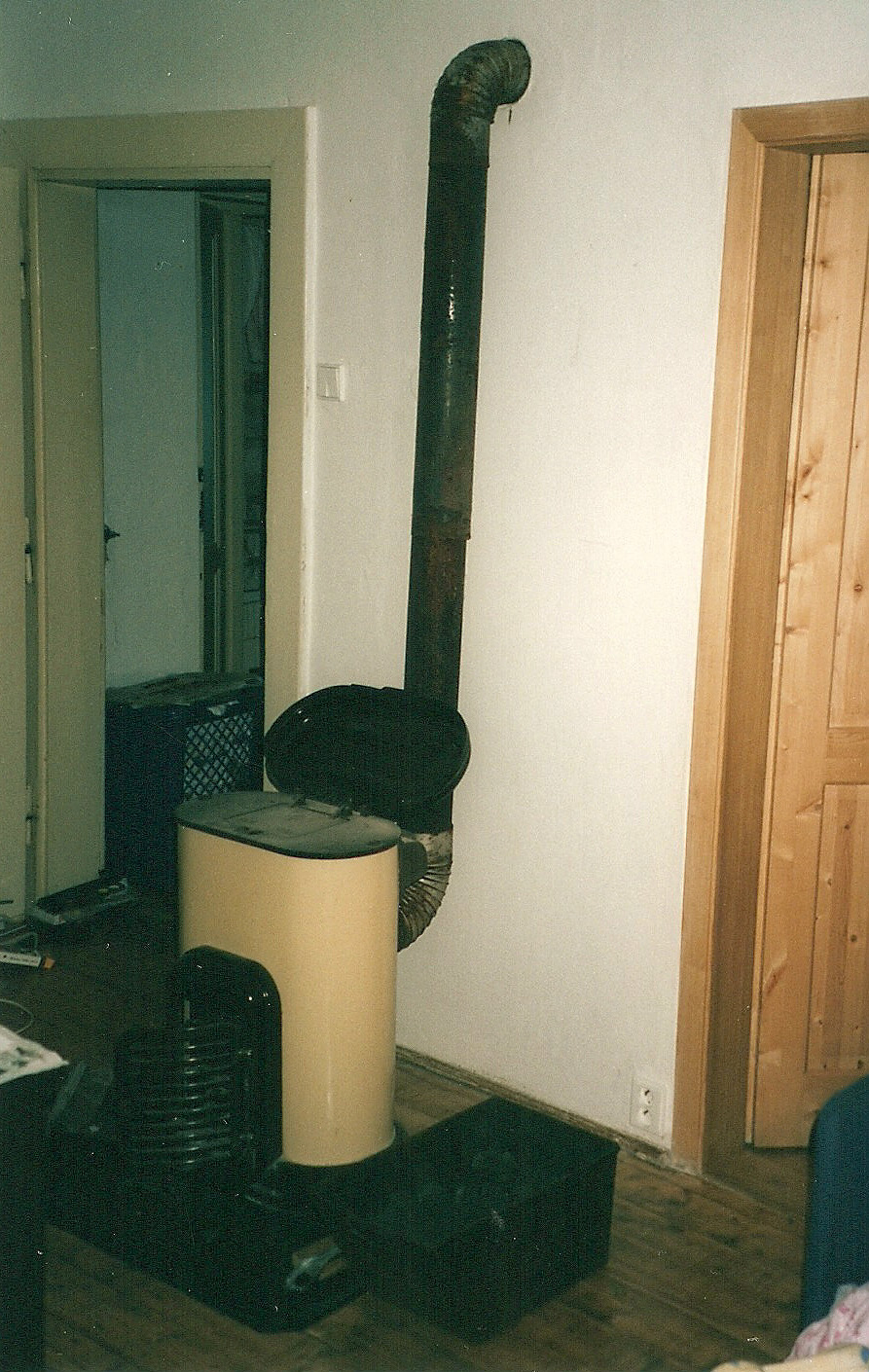
Klubky

Kamna Club, zkráceně jen klubky nebo clubky, jsou typ stáložárných kamen se spodním hořením (dnes se říká odhoříváním), vyráběný v Československu ve čtyřicátých až šedesátých letech 20. století. Vyráběl je slovenský národní podnik Kovosmalt.

## Technický princip
Jedná se o stáložárná kamna se spodním ožehem. Palivo je uloženo ve zvláštním zásobníku, odkud se dle potřeby vlastní vahou sesouvá na rošt. Bez obsluhy vydrží minimálně 10 hodin.
Klubky byly určeny ke spalování uhlí, díky úzké a hluboké nakládací šachtě a spodnímu hoření se v nich hůře topí dřevem, ale na zatopení byly třísky nezbytné. Topení dřevem též znemožňoval malý otvor pro vkládání paliva. Spaliny neodcházely nakládací šachtou, ale bočními tahy, jejichž umístění a počet se v čase měnily. Spaliny ještě procházely litinovým výměníkem, který je vede lehce dolů. Na něm je páčka komínové klapky, která reguluje tah – odvod spalin do komína. Složitější cesta spalin vyžaduje vyšší tah komína proti jednodušším kamnům. Naopak vede k většímu využití tepla spalin. 
Kamna Club vydržela vytápět na jedno nasypání paliva minimálně 5 až 8 hodin, udává se i 10 hodin a více. Výhřevnost zvyšovala i litina na ústí komínku, která se rozpálila a dlouho hřála. Tento litinový výměník měly až novější verze kamen.